# Psylliodes affinis
Psylliodes affinis är en skalbaggsart som först beskrevs av Gustaf von Paykull 1799.  Psylliodes affinis ingår i släktet Psylliodes och familjen bladbaggar. Arten är reproducerande i Sverige. Inga underarter finns listade i Catalogue of Life.

## Bildgalleri

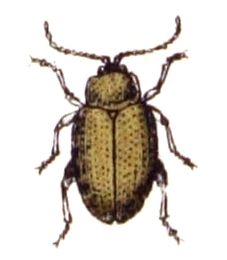